# Котлярівська сільська рада
Котлярівська сільська́ ра́да (колишня Комунарська сільська рада) — колишня адміністративно-територіальна одиниця та орган місцевого самоврядування в Харківському районі Харківської області. Адміністративний центр — село Котляри. Була ліквідована у 2020 році під час Адміністративно-територіальної реформи в Україні.

## Загальні відомості
Комунарська сільська рада утворена в 1992 році.
- Територія ради: 6 км²
- Населення ради: 2 296 осіб (станом на 2001 рік)

## Населені пункти
Сільській раді були підпорядковані населені пункти:
- с. Котляри
- с. Мовчани

## Склад ради
Рада складалася з 16 депутатів та голови.
- Голова ради: Бугай Анатолій Петрович
- Секретар ради: Єрьоменко Ольга Іванівна

### Керівний склад попередніх скликань
| Прізвище, ім'я, по батькові | Основні відомості                                                         | Дата обрання | Дата звільнення |
| --------------------------- | ------------------------------------------------------------------------- | ------------ | --------------- |
| Бугай Анатолій Петрович     | Сільський голова, 1953 року народження, освіта вища, безпартійний         | 26.03.2006   | 31.10.2010      |
| Бугай Анатолій Петрович     | Сільський голова, 1953 року народження, освіта вища, член Партії регіонів | 31.10.2010   |                 |

Примітка: таблиця складена за даними сайту Верховної Ради України

### Депутати
За результатами місцевих виборів 2010 року депутатами ради стали:

#### За суб'єктами висування
| Суб'єкт висування | Кількість обраних депутатів | %  |
| ----------------- | --------------------------- | -- |
| Партія регіонів   | 12                          | 75 |
| Самовисування     | 4                           | 25 |

#### За округами
| № округу        | Прізвище, ім'я, по батькові     | Дата визнання обраним | Освіта  | Партійна приналежність | Відомості про обраного депутата                    |
| --------------- | ------------------------------- | --------------------- | ------- | ---------------------- | -------------------------------------------------- |
| Партія регіонів |                                 |                       |         |                        |                                                    |
| 1               | Жилевський Володимир Антонович  | 01.11.2010            | середня | член Партії регіонів   | ТОВ"Харківоблагротранс", механік                   |
| 2               | Чугунова Світлана Олександрівна | 01.11.2010            | середня | член Партії регіонів   | пенсіонерка                                        |
| 3               | Єременко Ольга Іванівна         | 01.11.2010            | вища    | член Партії регіонів   | Комунарська сільська рада, секретар ради           |
| 4               | Єгоров Олександр Михайлович     | 01.11.2010            | середня | член Партії регіонів   | ТОВ"САТП-2002", слюсар                             |
| 5               | Гончаренко Анатолій Євгенович   | 01.11.2010            | вища    | член Партії регіонів   | завод"ТОРА"ХДАВП, начальник відділу                |
| 6               | Жорник Валентина Миколаївна     | 01.11.2010            | вища    | член Партії регіонів   | приватний підприємець                              |
| 7               | Котляр Михайло Вікторович       | 01.11.2010            | середня | член Партії регіонів   | пенсіонер                                          |
| 9               | Котляр Михайло Іванович         | 01.11.2010            | середня | член Партії регіонів   | Олексіївський комбінат продтоварів, водій          |
| 10              | Дубова Любов Михайлівна         | 01.11.2010            | вища    | член Партії регіонів   | Котлярська медична амбулаторія, медична сестра     |
| 11              | Колісник Костянтин Борисович    | 01.11.2010            | середня | член Партії регіонів   | Харківтранс-газ, водій                             |
| 13              | Чепурко Анатолій Миколайович    | 01.11.2010            | середня | член Партії регіонів   | ХарківавтогазАГНСК-2, наповнювач балонів           |
| 15              | Шульдішова Валентина Василівна  | 01.11.2010            | вища    | член Партії регіонів   | завод "ТОРА" ХДАВП, охоронець                      |
| Самовисування   |                                 |                       |         |                        |                                                    |
| 8               | Світличний Юрій Сергійович      | 01.11.2010            | вища    | позапартійний          | ТОВ"ЮРТ", директор                                 |
| 12              | Гребенюк Микола Іванович        | 01.11.2010            | вища    | позапартійний          | пенсіонер                                          |
| 14              | Кравченко Лариса Василівна      | 01.11.2010            | середня | позапартійна           | тимчасово не працює                                |
| 16              | Курячий Олександр Володимирович | 01.11.2010            | середня | позапартійний          | лінійний відділ ОВС в аеропорту Харків, міліціонер |

## Населення
Згідно з переписом УРСР 1989 року чисельність наявного населення сільської ради становила 2244 особи, з яких 1036 чоловіків та 1208 жінок.
За переписом населення України 2001 року в сільській раді мешкали 2272 особи.

### Мова
Розподіл населення за рідною мовою за даними перепису 2001 року:
| Мова       | Відсоток |
| ---------- | -------- |
| українська | 87,90 %  |
| російська  | 10,44 %  |
| білоруська | 0,48 %   |
| молдовська | 0,44 %   |
| вірменська | 0,39 %   |
| інші       | 0,35 %   |